# (37466) 6727 P-L
6727 P-L (asteroide 37466) é um asteroide da cintura principal. Possui uma excentricidade de 0.22753520 e uma inclinação de 13.60973º.
Este asteroide foi descoberto no dia 24 de setembro de 1960 por Cornelis Johannes van Houten e Ingrid van Houten-Groeneveld e Tom Gehrels em Palomar.